# 藤原多比能
藤原 多比能（ふじわら の たびの、生没年不詳）は、藤原不比等の娘で、母は県犬養橘三千代。橘諸兄の正室、橘奈良麻呂の母。聖武天皇の皇后である光明皇后は同母姉にあたり、夫である諸兄は異父兄にあたる。藤原武智麻呂、藤原房前、藤原宇合、藤原麻呂、藤原宮子らの異母妹である。『続日本紀』に出てくる女官「藤原吉日」は多比能と同一人物とする説が定説となっている（角田文衛説）。
諸兄の母は三千代であるため、諸兄との結婚は同母兄妹の近親婚となり、三千代の子とする説は疑問が残る。

## 略歴
藤原多比能としては『続日本紀』にその名は全く現れず、経歴は不明であり、『尊卑分脈』・『公卿補任』によると、従三位であったことが分かっているだけである。
藤原吉日としての経歴をあげると、天平9年（737年）2月、無位より従五位下に叙せられ、同11年（739年）正月、従四位下に昇叙され、天平21年（749年）4月、大仏建立に功があって、従四位上から従三位に叙せられている。また、正倉院中倉献物牌にその名前が見える。

## 官歴
『続日本紀』による
- 天平9年（737年）2月14日：従五位下
- 天平11年（739年）正月13日：従四位下
- 時期不詳：従四位上
- 天平21年（749年）4月1日：従三位